# Hem och Skola
Riksförbundet Hem och Skola (RHS) är en svensk organisation för vårdnadshavare till barn i för-, grund-, och gymnasieskola.

## Historia

### Före 1945
I mitten på 1800-talet påbörjades en diskussion om lärarnas förhållande till skolbarnens föräldrar. Redan då fanns argumentet att barnens flit och ambition är beroende av hemmets inställning till undervisningen, varför föräldrarna borde informeras om nyttan av de kunskaper som skolan förmedlar. Redan 1892 samlade folkskolläraren Jonas Jonasson föräldrar i Gustafsbergs skolområde på Alnön, för att vinna dem för sina idéer om att ett samarbete mellan skola och hem skulle inledas för att öka kontakten mellan dessa och för att eleverna skulle nå bra resultat i skolan. Här bildades nu den första föräldragruppen som sedan skulle bli förebild för liknande föreningar.

### Målsmännens Riksförbund, 1945–1967
Den första övergripande organisationen kallades Målsmännens Förening, bildad 26 mars 1941. Initiativet togs av läkarfrun Aina Nycander och till sin hjälp hade hon bland andra Alva Myrdal. I ett uttalande av rektor Karl Petander sades att "Målsmännens Förening vill vara opinionsbildande i skolfrågor och aktivt delta i de reformprojekt som kan komma att läggas av den sittande skolkommittén under ledning av statsrådet Gösta Bagge."
Undan för undan blev man inom föreningen på det klara med att från olika håll i landet förelåg ett behov av ett centralt språkrör för föräldrarna, och våren 1944 sände man ut en förfrågan till de föräldraföreningar man kände till – då ett 60-tal – om man var villig att ta upp frågan om en anslutning till Målsmännens Förening till debatt. När intresset visade sig vara stort inbjöd föreningen samtliga till en konferens i Stockholm i januari 1945. De förslag man fick in omarbetades och man sände ut en inbjudan till en ny konferens i Stockholm. Den hölls den 14–16 juni 1945 och ledde till bildandet av Målsmännens Riksförbund. 1947 startade Målsmännens Riksförbund tidskriften Barn i hem, skola, samhälle som gavs ut i drygt 50 år.

### De sista årtiondena på 1900-talet
Förbundet var som allra störst under 1960- och 1970-talet och representerande över 1 000 lokala föräldraföreningar med över 620 000 elever. Avsikten var att genom organiserad föreningsverksamhet vid varje skola vara ett samarbetsorgan för skolan, skolans anställda, elever och föräldrar. Föreningen har bland annat drivit projekt som Föräldraombudsmannen.
Under 1980-talet tog föreningen tillsammans med Sveriges lärarförbund ställning mot videovåldet.

### Från 2000
Slutet av 1900-talet innebar en drastisk minskning av antalet medlemmar.
Den 27 oktober 2010 sände Uppdrag granskning ett program som visade på problem inom föreningen. Bland annat framkom det att 80 % av de medel föreningen samlade in från sponsorer gick direkt till telemarketingföretaget Poolmedia, att styrelsemedlemmar låtit föreningen betala dyra restaurangbesök, samt att föreningen ljugit om sitt medlemsantal i en ansökan till Skolverket.